# Panthermeise

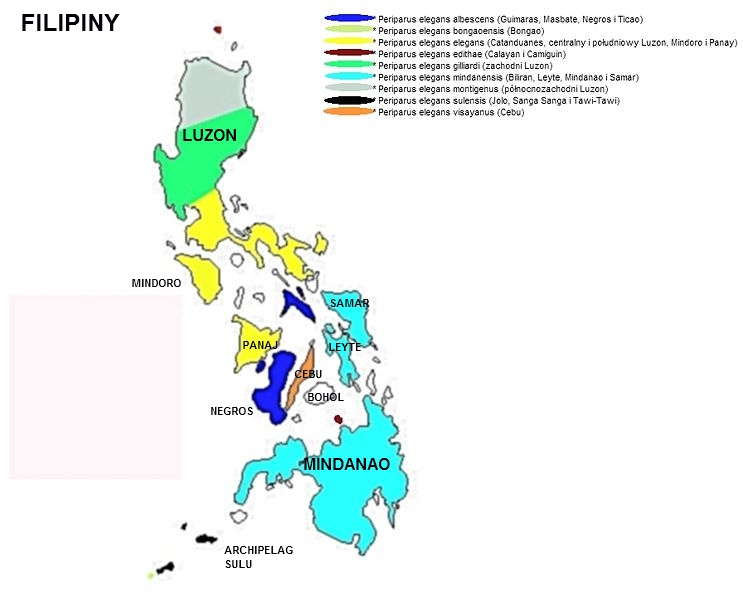
Vorkommen der Unterarten der Panthermeise (von Nord nach Süd)
Dunkelbraun: P. e. edithae
Hellgrau: P. e. montigenus
Grün: P. e. gilliardi
Gelb: P. e. elegans
Blau: P. e. albescens
Hellbraun: P. e. visayanus
Türkis: P. e. mindananesi
Hellgrün: P. e. bongaoensis
Schwarz: P. e. suluensis

Die Panthermeise (Pardaliparus elegans) ist eine endemisch auf den Philippinen vorkommende Singvogelart aus der Familie der Meisen (Paridae).

## Merkmale
Die Panthermeise erreicht eine Körperlänge von ca. 12 Zentimetern. Der Kopf, die Kehle sowie die Flügel und die Schwanzfedern sind schwarz. Die Spitzen der Arm- und Handschwingen sowie der Schwanzfedern sind mehr oder deutlich weiß gefärbt. Die Wangen sowie die gesamte Unterseite sind kräftig gelb. Die Weibchen sind meist etwas blasser gefärbt als die Männchen. Auf den Philippinen gibt es keine Vogelart, die mit der Panthermeise verwechselt werden könnte.

## Verbreitung, Unterarten und Lebensraum
Die Panthermeise kommt ausschließlich auf den Inseln der Philippinen vor. Sie bewohnt Wälder in Höhenlagen von bis zu 2480 Metern. Folgende Unterarten werden geführt:
- P. e. elegans – Weite Teile von Luzon, Mindoro, Catanduanes und Panay
- P. e. edithae – Calayan Island und Camiguin
- P. e. montigenus – Nordwesten von Luzon
- P. e. gilliardi – Bataan
- P. e. albescens – Ticao, Masbate, Guimaras und Negros
- P. e. visayanus – Cebu
- P. e. mindananesi – Samar, Leyte und Mindanao
- P. e. suluensis – Sulu-Archipel außer Bongao
- P. e. bongaoensis – Bongao

## Lebensweise
Über die Lebensweise von Panthermeisen ist wenig bekannt. Meist leben sie in kleinen Gruppen. Die Ernährung umfasst Insekten, Samen und Früchte. Das Nest wird aus Moosen gebildet und in den Löchern hohler Bäume platziert. Details zur Lebensweise der Art müssen noch erforscht werden.

## Bestand und Gefährdung
Die Panthermeise ist auf den Philippinen weit verbreitet und wird von der Weltnaturschutzorganisation IUCN als „least concern = nicht gefährdet“ geführt.